# Kondzilla
KondZilla, (nghệ danh là Konrad Cunha Dantas) là một nhà sản xuất, đạo diễn, và nhà biên kịch người Brasil. Anh đã đạo diễn hơn 700 video âm nhạc. Anh đã bắt đầu sự nghiệp của mình khi đạo diễn cho phim buổi hòa nhạc "Música Popular Caiçara" của Charlie Brown Jr..
Kondzilla đã làm việc với các ca sĩ Racionais MCs, Charlie Brown Jr, MC Guime, Preta Gil, Tati Zaqui, Karol Conká, Tropkillaz, Arnaldo Saccomani, MC Nego Blue, DJ Marlboro, MC Boy do Charmes, MC Pedrinho, MC Bola, Pikeno & Menor, Hungria Hip-Hop, và nhiều nữa.
Trong số những nghệ sĩ mà anh đã đạo diễn, video “Tombei” bởi Karol Conká, đã được đề cử cho hạng mục Best Music Video tại Multishow Awards 2015.
Kênh YouTube của anh, Canal KondZilla, đã có hơn 37 triệu lượt đăng ký và có 17 tỷ lượt xem, đứng thứ 4 trong số những kênh được đăng ký nhiều nhất YouTube.